# 世界言語
社会言語学における世界言語（せかいげんご、英: world language, global language）または国際語（こくさいご、英: international language）は、地理的に広い領域で使用され、異なる言語を使う人々が交流することを可能にする言語を指す。エスペラントなどの人工的な国際補助語を指していう場合もある。
2022年現在、英語が最大の世界言語とされる。その他にはアラビア語やフランス語、ロシア語、スペイン語が候補として挙げられることがある。かつてはラテン語が世界言語であったとする論がある。
また、「世界言語」は民族間のコミュニケーションのために作られた人工言語（エスペラント語など）を意味することもある。

## 概念
世界言語という用語の定義について、多数の提案があったものの、一般的な合意はなされていない。
提案された定義の一つに、コンゴの言語学者であるサリココ・ムフウェネによる、「故郷ではないところで使われている土語や、民族的・国家的に関連付けられていない人々にもリングワ・フランカなどとして使われている言語」というものがある。また、言語学者のモハメド・ベンラバは、世界言語という用語を、オランダ人言語学者であるアブラム・デ・スワーンが彼のグローバル言語システムにおいて使用する「スーパー主要言語」と似たものであると主張した。スペイン人社会言語学者であるクレア・マー・モリネロは、人口統計、言語に対する態度、政治的、法的、経済的、科学的、技術的、学術的、教育的、および文化的な領域に関する、その言語が受けなければならないテストを実施することを提案した。
ドイツ人社会言語学者のウルリッヒ・アモンは、グローバルでのコミュニケーション、特に母語が共通でない人々によるリングワ・フランカとしての使用が最も重要であると主張している。アモンは、どの言語が世界言語として考慮できるかなどの、言語のグローバル性を測る指標を考案している。この指標の中での主要なものは、非母国語話者の数である。もう一つの指標は母国語話者の数であり、グローバル性を直接測るものではないものの、グローバル性と結びついていることがわかっている。他には、母国語者のGDPで測られる経済力や、その言語を公用語として扱う国の数とその国の地理分布、国際事業における使用、また化学文献における普及などがある。

## 例

### アラビア語
サリココ・ムフウェネは、リングワ・フランカとしての使用が少ないものの、世界中のムスリム達によって使用されている典礼言語であるため、アラビア語を英語、フランス語に次ぐ二流の世界言語であるとしている。しかし、儀式などで使われる言語は、必ずしも宗教外での言語能力と一致しないというような反論もなされている。

### 英語
英語が世界言語であるということは、学術的に合意されている。また、イギリスのデイビッド・クリスタルなどの一部の著者は英語が唯一のものであるとの見解も示している。多元論者である著者たちも、英語は一番の世界言語として個性的な立場にあるとみなしている。また、アブラム・デ・スワーンのグローバル言語システムにおいては、英語は最高の「ハイパー主要言語」ドイツ人社会言語学者のウルリッチ・アモンは、「今日の言語に当てはめる際に、英語を一番にしない国際的な言語の指針はない」としている。英語が一番の世界言語である理由について、ムフウェネとアモンは二人とも英語のリングワ・フランカとしての使用量に焦点をおいているのに対し、クリスタルは英語の地理分布に焦点を置いている。

### フランス語
フランス語は、デ・スワーンのグローバル言語システムにおいて「スーパー主要言語」の一つであるため、世界言語であるとみなされてきた。サリココ・ムフウェネは、フランス外で、フランス語とつながりがない人々が土語やリングワ・フランカとして使っていることから、世界言語であるとしている。

### ロシア語
ロシア語は、デ・スワーンのグローバル言語システムにおいて「スーパー主要言語」の一つであるため、世界言語であるとみなされてきた。サリココ・ムフウェネは、ロシア外で、ロシア語とつながりがない人々が土語やリングワ・フランカとして使っていることから、世界言語であるとしている。

### スペイン語
スペイン語は、デ・スワーンのグローバル言語システムにおいて「スーパー主要言語」の一つであるため、世界言語であるとみなされてきており、社会言語学者のウルリッヒ・アモンも世界中で外国語として喋られているため世界言語であるとしている。サリココ・ムフウェネは、スペイン外で、スペイン語とつながりがない人々が土語として使っているが、リングワ・フランカとしての使用が少ないことから英語とフランス語に次ぐ、二流の世界言語であるとしている。